# Pige med karakter
Pige med karakter (russisk: Девушка с характером) er en sovjetisk film fra 1939 af Konstantin Judin.

## Medvirkende
- Valentina Serova som Katja Ivanova
- Emma Tsesarskaja som Jekaterina Ivanova
- Andrej Tutysjkin som Sergej Berjozkin
- Pavel Olenev som Bobrik
- Pjotr Repnin som Tsvetkov